# Anajás
Anajás este un oraș în Pará (PA), Brazilia.
1. ↑   https://cidades.ibge.gov.br/brasil/pa/anajas/historico Lipsește sau este vid: |title= (ajutor)